# Barrio López Benítez
Barrio López Benítez, auch als López Benítez bezeichnet, ist eine Ortschaft in Uruguay.

## Geographie
Sie befindet sich auf dem Gebiet des Departamento Cerro Largo in dessen Sektor 11, westlich des dort verlaufenden Arroyo Conventos. Barrio López Benítez liegt unmittelbar westlich der Departamento-Hauptstadt Melo und nördlich von Hipódromo.

## Einwohner
Barrio López Benítez hatte bei der Volkszählung im Jahre 2011 522 Einwohner, davon 260 männliche und 262 weibliche.
| Jahr | Einwohner |
| ---- | --------- |
| 1985 | -         |
| 1996 | 195       |
| 2004 | 413       |
| 2011 | 522       |

Quelle: Instituto Nacional de Estadística de Uruguay